# Marokkói vipera
A marokkói vipera (Macrovipera mauritanica) a hüllők (Reptilia) osztályába a kígyók (Serpentes) alrendjébe és a viperafélék (Viperidae) családjába tartozó faj.

## Elterjedése
Afrika északnyugati részén, Marokkó, Algéria és Tunézia területén honos.

## Megjelenése
Nagy, erős testű vipera. A kifejlett példányok elérhetik a 180 centimétert. Teste barnás szürke, melyen tisztán látható 23-33, a test alaptónusánál sötétebb folt, végig a gerinc vonalán. Foltjai cikk-cakk mintába folyhatnak össze. A test oldalain hosszúkás foltok láthatóak, amik színe a hát-mintázatánál kicsivel világosabb, de a test alapszínénél sötétebb. Ezek az a foltok össze folyhatnak vonalakba, gyakran csak szakasoszan.
Hátpikkelyei (subcaudalia vagy dorsalia) 26-27 sorban helyezkednek el.

## Szaporodása
Ovipar szaporodású, fészekalja 12-18 tojásból áll.

## Méreg karakterisztikája
Nem teljesen ismert, de mérge főként hemotoxikus komponensekből áll. Nagyjából 60 ismert és dokumentált marást ismer a tudomány. Először marás környéki duzzanat és viszketés, majd fájdalom és hematológiai abnormalitások tünetei jelentkeznek. Az ismert marások közül három halálos kimenetelű volt. Nagy mennyiségű méreg és hosszabb méregfogak növelik a szignifikáns megmérgeződés esélyét.